# Yenipınar, Hisarcık
Yenipınar là một xã thuộc huyện Hisarcık, tỉnh Kütahya, Thổ Nhĩ Kỳ. Dân số thời điểm năm 2008 là 66 người.